# گرترود آستور
گرترود آستور (انگلیسی: Gertrude Astor؛ ۹ نوامبر ۱۸۸۷ – ۹ نوامبر ۱۹۷۷) بازیگر اهل ایالات متحده آمریکا بود. وی بین سال‌های ۱۹۱۵ تا ۱۹۶۶ میلادی فعالیت می‌کرد.

## بخشی از فیلمشناسی
از فیلم‌ها یا برنامه‌های تلویزیونی که وی در آن نقش داشته‌است می‌توان به آثار زیر اشاره کرد.
- عملیات نجات (۱۹۱۷)
- کنتاکی دربی (۱۹۲۲)
- هالیوود (۱۹۲۳)
- اسرار (۱۹۲۴)
- در پشت جبهه (۱۹۲۶)
- کیکی (۱۹۲۶)
- رام‌کنندگان زن (۱۹۲۶)
- گینسبرگ بزرگ (۱۹۲۷)
- کلبه عمو تام (۱۹۲۷)
- دو هفته مرخصی (۱۹۲۹)
- همه چیز را اعتراف کن (۱۹۳۱ کوتاه)
- فریسکو جنی (۱۹۳۲)
- ترانه ۱۹۳۶ برادوی (۱۹۳۵)
- راه شیری (۱۹۳۶)
- زیگفلد کبیر (۱۹۳۶)
- سان فرانسیسکو (۱۹۳۶)
- ولز فارگو (۱۹۳۷)
- در گرداگرد شهر (۱۹۳۷)
- زنان (۱۹۳۹)
- جلوی سحر را بگیرید (۱۹۴۱)
- باد وحشی را درو کن (۱۹۴۲)
- پنجه سرخ (۱۹۴۴)
- دیک تریسی (۱۹۴۵)
- خواهر کنی (۱۹۴۶)
- موسیو وردو (۱۹۴۷)
- سه پدرخوانده (۱۹۴۸)
- مونتانا (۱۹۵۰)
- در زنجیر (۱۹۵۰)
- سان‌ست بلوار (۱۹۵۰)
- همه‌چیز درباره ایو (۱۹۵۰)
- مکانی در آفتاب (۱۹۵۱)
- عاشقتم لوسی (۱۹۵۲)
- ستاره‌ای زاده شده‌است (فیلم ۱۹۵۴) (۱۹۵۴)
- بابا لنگ‌دراز (۱۹۵۵)
- دور دنیا در هشتاد روز (۱۹۵۶)
- مردی که لیبرتی والانس را کشت (۱۹۶۲)
- اشک‌ها و لبخندها (۱۹۶۵)